# Morandi
Morandi je rumunská hudební skupina, jejímiž členy jsou Marius Moga a Andrei Ștefan Ropcea (Randi). Jméno kapely pochází z prvních dvou písmen Mogova příjmení a Ropcovy přezdívky.
Poté, co se stali velmi úspěšnými v Rumunsku, jejich píseň Beijo se v létě 2005 umísťovala vysoko v mnoha evropských hitparádách, včetně hitparády MTV Evropa a hitparády World Chart Express. Morandi byli nominováni na Best Romanian Act na MTV Europe Music Awards 2005, ale cenu vyhráli Voltaj.
V MTV Romania Music Awards 2006, Morandi vyhráli cenu nejlepší písně (Best Song) za Beijo a ocenění nejlepší video (Best Video) za Falling Asleep. Jejich alba Reverse se prodalo na 2 miliony kopií.
Nové album Zebra je stále odkládáno, mělo vyjít již v září, listopadu, nebo v prosinci 2009. Morandi se zatím věnují koncertování. V roce 2011 vydala skupina ve Francii znovu svůj single "Angels", který zde obsadil 16. místo oficiálního žebříčku. Nejnovější píseň s názvem "Everytime we touch" vydali Morandi v lednu 2013.

## Alba
- Reverse (2005)
- Mind Fields (2006)
- N3XT (2007)
- Zebra - ohlášeno, ale odloženo

## Singly
- Love Me (2005) - 3. v Rumunská Top 100
- Beijo (píseň v portugalštině, 2005) - 1. v Rumunská Top 100
- Falling Asleep (2006) - hudební videoklip - 1. v Rumunská Top 100
- A La Lujeba (2006) - 1. v Rumunská Top 100
- Oh La La (anglická verze Beijo)(2006)
- Afrika (2007) - hudební videoklip - 2. v Rumunská Top 100
- Angels (2007) - 1. v Rumunská Top 100, 1. v Ruské Airplay Top100, 3. v Bulharské Top 40
- Save Me (spolu s Helenou) (2008)
- Colors (2009)
- Rock The World (2010)
- Midnight Train (2011)
- Serenada (2011)
- Everytime we touch (2013)
- Kalinka (2018)